# 李永乐
李永乐（1983年—），吉林省吉林市人，本科毕业于北京大学，硕士研究生毕业于清华大学，现在是中国人民大学附属中学教师、网络名人、北京政协委员。

## 生平
1983年，李永乐出生于吉林省，父亲是中学物理教师，母亲是中学体育教师。就读高中时，李永乐获得全国物理奥林匹克竞赛全省第一名，并因此获得保送北京大学物理系的资格。2009年，李永乐作为清华大学电子工程系研究生毕业。同年，李永乐成为中国人民大学附属中学的物理教师。2017年4月，网友将其讲解公历闰年概念的视频上传到网络，李永乐因此成为网络名人。

## 观点
李永乐称其制作教学视频的目的是传播知识。
2023年8月，李永乐发布短视频介绍日本核废水排海危害，其表示长期排放的放射性物质可能在生物体中富集而危害人体健康，并批评日本此举「为省钱想出的馊主意」。該視頻於不久之後遭本人移除。